# Étang d'Appy
L’étang d’Appy est un lac des Pyrénées françaises situé à une altitude de 1734 m, sur la commune d'Appy, dans le massif de Tabe entre Tarascon-sur-Ariège et Ax-les-Thermes.

## Géographie
L'étang d'Appy, d'origine glaciaire, est situé sur le versant sud du massif de Tabe, à 1,5 km à l'ouest du pic de Saint-Barthélemy ; de l'autre côté, au nord, se trouvent l'étang du Diable, l'étang des Truites et la station des monts d'Olmes.

## Voies d'accès
Depuis le village d'Appy (versant sud), par des ruelles étroites, monter jusqu'au parking où commence  à approximativement 990 mètres d'altitude le sentier balisé en direction des sommets (pic Galinat, pic de Girabal...). L'ascension pour atteindre l'étang dure environ 2 heures (variable en fonction des marcheurs) pour un dénivelé d'environ 800 mètres.
L'accès est également possible depuis le versant opposé en partant des Monts d'Olmes.

## Galerie

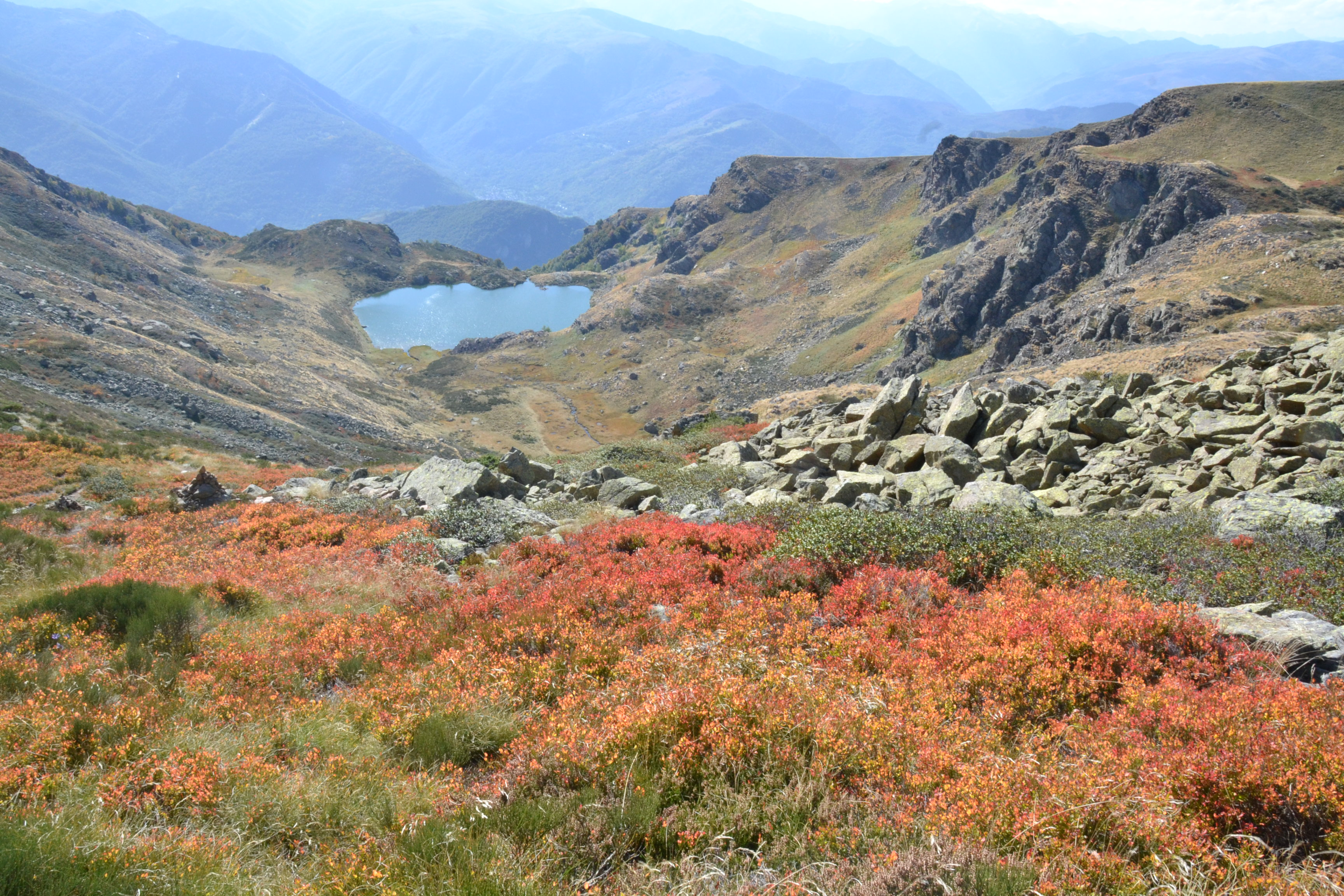
L'étang en octobre 2019 depuis la descente du col de l'étang, en versant sud du massif de Tabe.
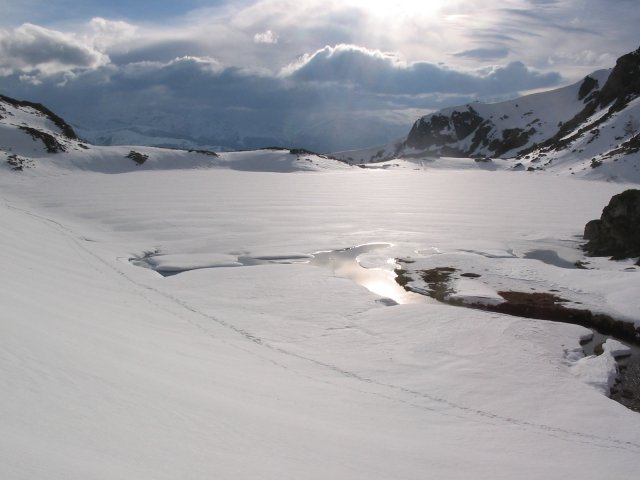
L’étang d’Appy sous la neige en mars 2006.